# Michael Hughes
Michael Hughes (*Larne, Irlanda del Norte, 2 de agosto de 1971), futbolista norirlandés. Juega de volante y su primer equipo fue Manchester City FC. Se caracteriza por su juego fuerte en medio campo, en la posición de volante de contención.

## Selección nacional
Ha sido internacional con la Selección nacional de fútbol de Irlanda del Norte, ha jugado 73 partidos internacionales.

## Clubes
| Club               | País                  | Año       |
| ------------------ | --------------------- | --------- |
| Manchester City FC | Bandera de Inglaterra | 1988-1992 |
| RC Strasbourg      | Bandera de Francia    | 1992-1994 |
| West Ham United    | Bandera de Inglaterra | 1994-1997 |
| Wimbledon FC       | Bandera de Inglaterra | 1997-2001 |
| Birmingham City FC | Bandera de Inglaterra | 2001-2003 |
| Crystal Palace FC  | Bandera de Inglaterra | 2003-2007 |

- Datos: Q745996